# Segelfluggelände Dillingen

i7
i11
i13
Das Segelfluggelände Dillingen liegt im Gebiet der Gemeinde Dillingen/Saar, im Stadtteil Diefflen, im Landkreis Saarlouis im Saarland, etwa 4 km nordöstlich des Zentrums von Dillingen.
Das Segelfluggelände ist mit einer 686 m langen Hauptstart- und -landebahn aus Gras sowie einer 876 m langen Windenstartbahn ausgestattet. Der Betreiber des Segelfluggeländes ist der Luftsportclub Dillingen/Saar e. V. Am Flugplatz findet Flugbetrieb mit Segelflugzeugen, Ultraleichtflugzeugen und Modellflugzeugen statt. Segelflugzeuge starten per Windenstart oder Flugzeugschlepp.

## Geschichte
Der Luftsportclub Dillingen/Saar e. V. wurde im Jahr 1965 gegründet. Er entstand aus der Segelflugsparte der „Luftsportfreunde Saarlouis/Dillingen“, die aufgrund der Errichtung der Ford-Werke auf dem Röderberg in Saarlouis auf den Flugplatz Saarlouis-Düren ausweichen mussten. Bis zum Jahr 1972 wurde in den Saarwiesen bei Dillingen ohne eigenen Flugplatz geflogen.
Im Jahr 1971 begann man mit der Errichtung des heutigen Flugplatzes und des Flugzeughangars in Diefflen. Zur Planierung des Geländes wurde ein ehemaliges Sand- und Kiesabbaugebiet mit 360.000 m³ Füllmaterial verfüllt. Der so entstandene Flugplatz hat eine Länge von 800 m und eine Breite von 120 m. Er wurde am 1. Oktober 1972 in Betrieb genommen. Bereits ein Jahr später konnte der eintausendste Start registriert werden. Nach einer Verlängerung der Startbahn für Segelflieger in Richtung Ost im Jahr 2003 erreichte diese die im Jahr 1972 genehmigte Länge. Ab dem Jahr 1988 wurde der Hangar um ein Schulungsgebäude erweitert.